# Doktor obojga praw
Doktor obojga praw (łac. Iuris Utriusque Doctor) – osoba posiadająca stopień naukowy doktora w zakresie prawa kościelnego (kanonicznego) i świeckiego (cywilnego), (dawniej: rzymskiego). Do określania tego stopnia, stosuje się także skrót J.U.D. (Juris Utriusque Doctor).